# Vers alexandrí
El vers alexandrí o alexandrí és un vers de dicció greu i elevada, que adopta formes diferents en les diverses tradicions mètriques, tot i que parteix d'una base de 12 síl·labes, sobre la qual s'introdueixen algunes variacions. Per exemple, en la tradició anglesa de fet forma un hexàmetre iàmbic, i en la francesa s'hi troben moltes variacions des de les primeres aparicions al segle XII fins als simbolistes i Baudelaire al XIX. És un vers complex que dona força solemnitat a la composició poètica.
L'alexandrí té 12 síl·labes i el més habitual és que es reparteixin en dos hemistiquis de 6 síl·labes en què cada hemistiqui funciona com un vers, és a dir, que si el primer acaba en paraula plana o esdrúixola no es comptarà o comptaran la darrera o darreres síl·labes, com si fos un hexasíl·lab:
| «                                      | Adéu-siau, turons, per sempre adéu-siau. | » |
| — Bonaventura Carles Aribau, La pàtria |                                          |   |

| «                                            | Mon cor estima un arbre! Més vell que l'olivera. | » |
| — Miquel Costa i Llobera, Lo pi de Formentor |                                                  |   |

També podem trobar alexandrins formats per tres hemistiquis de quatre síl·labes, cosa que li dona un ritme molt sincopat. També hi ha alexandrins que no tenen cesura i que han d'accentuar obligatòriament la sisena síl·laba. Exemples d'aquests versos els trobaríem en poemes de Josep Carner que fou un gran experimentador en els versos; amb tot, són els del primer tipus els que tenen més tradició.
L'alexandrí equivalent en castellà o en italià pot tenir fins a 14 síl·labes, perquè aquestes llengües compten les síl·labes dels versos de manera diferent que el català o el francès, que en compten 12.
Rep el seu nom del Roman d'Alexandre (obra en francès antic d'Alexandre de Bernay, de vers 1180, escrita en aquest tipus de vers). L'alexandrí va ser introduït a la literatura catalana al segle xiii per Ramon Llull (Mallorca, c. 1232 - 1316). S'utilitza especialment per a poemes llargs o de caràcter narratiu.